# Gmina związkowa Wachenheim an der Weinstraße
Gmina związkowa Wachenheim an der Weinstraße (niem. Verbandsgemeinde Wachenheim an der Weinstraße) – gmina związkowa w Niemczech, w kraju związkowym Nadrenia-Palatynat, w powiecie Bad Dürkheim. Siedziba gminy związkowej znajduje się w mieście Wachenheim an der Weinstraße.

## Podział administracyjny
Gmina związkowa zrzesza cztery gminy, w tym jedną gminę miejską (Stadt) oraz trzy gminy wiejskie:
1. Ellerstadt
2. Friedelsheim
3. Gönnheim
4. Wachenheim an der Weinstraße